# Mellerup Sogn
Mellerup Sogn er et sogn i Randers Nordre Provsti (Århus Stift).
I 1800-tallet var Mellerup Sogn anneks til Støvring Sogn. Begge sogne hørte til Støvring Herred i Randers Amt. Mellerup Sogn tilhørte Støvring-Mellerup Kommune fra 1842 til 1970. Kommunen blev ved kommunalreformen i 1970 indlemmet i Nørhald Kommune, som ved strukturreformen i 2007 indgik i Randers Kommune.
I Mellerup Sogn ligger Mellerup Kirke.
I sognet findes følgende autoriserede stednavne:
- Heden (bebyggelse)
- Mellerup (bebyggelse, ejerlav)
- Sædde (bebyggelse)